# Alin George Moldoveanu
Alin George Moldoveanu est un tireur roumain né le 3 mai 1983 à Focşani. Il a notamment remporté le titre olympique en carabine à 10 mètres à Londres, en 2012.

## Palmarès

### Jeux olympiques
- Jeux olympiques de 2012
  -  Médaille d'or en carabine à 10 mètres